# Gmina Emmaboda
Gmina Emmaboda (szw. Emmaboda kommun) – gmina w Szwecji, w regionie Kalmar, siedzibą jej władz jest Emmaboda.
Pod względem zaludnienia Emmaboda jest 225. gminą w Szwecji. Zamieszkuje ją 9643 osób, z czego 48,96% to kobiety (4721) i 51,04% to mężczyźni (4922). W gminie zameldowanych jest 475 cudzoziemców. Na każdy kilometr kwadratowy przypada 14 mieszkańców. Pod względem wielkości gmina zajmuje 139. miejsce.